# Harry Williams
Harry Williams (ur. 7 maja 1951 w Sydney) – australijski piłkarz. Grał na pozycji obrońcy.

## Kariera klubowa
Harry Williams swoją karierę piłkarską w 1970 roku w St. George-Budapest, który występował w I lidze stanu Nowa Południowa Walia. W klubie z Sydney występował do 1977 roku i dwukrotnie zdobywał z nim mistrzostwo stanu Nowa Południowa Walia – NSW League Division 1 w 1972 i 1976 roku. W 1978 roku grał w klubie Canberra City, który występował w National Soccer League. W późniejszych latach występował dwukrotnie w klubie Inter Monaro, w którym zakończył karierę w 1990 roku.

## Kariera reprezentacyjna
Harry Williams zadebiutował w reprezentacji 21 maja 1974 w wygranym 2-1 towarzyskim meczu z Indonezją w Dżakarcie. Na następne mecze w reprezentacji Manuel musiał czekać do 1974. W tym samym roku został powołany na Mistrzostwa Świata 1974. Na turnieju w RFN Williams wystąpił tylko w ostatnim spotkaniu z Chile. Ostatni raz w reprezentacji zagrał 16 października 1977 w przegranym 1-2 meczu z Kuwejtem w Sydney. Ogółem w latach 1974–1977 wystąpił w 16 spotkaniach.